# نهر سجاوة
سُجَاوَة (بالرومانية: ) نهر ينبع شمال شرقي رومانيا قرب حدود أكرانيا، فيجري في موازاتها مُشَرِّقًا، ثم ينعطف جنوبا فينحدر حتى يصب في نهر سرات عن يمينه.